# Satz von Paley-Wiener
Der Satz von Paley-Wiener, benannt nach Raymond Paley und Norbert Wiener, ist ein Satz aus dem mathematischen Teilgebiet der Funktionalanalysis. Er charakterisiert die Fourier-Laplace-Transformationen glatter Funktionen mit kompaktem Träger bzw. temperierter Distributionen mit kompaktem Träger mittels Wachstumsbedingungen.

## Einführung
Ist {\displaystyle f\colon \mathbb {R} ^{n}\rightarrow \mathbb {R} } eine integrierbare Funktion, so kann man bekanntlich die Fourier-Transformierte
{\displaystyle {\hat {f}}(\xi ):=(2\pi )^{-n/2}\int _{\mathbb {R} ^{n}}f(x)e^{-\mathrm {i} \langle \xi ,x\rangle }\mathrm {d} x}
bilden, wobei {\displaystyle \xi \in \mathbb {R} ^{n}} und {\displaystyle \langle \xi ,x\rangle } das Skalarprodukt der Vektoren {\displaystyle \xi ,x\in \mathbb {R} ^{n}} ist. Diese Formel ist auch für komplexe Vektoren {\displaystyle \zeta \in \mathbb {C} ^{n}} sinnvoll. Man nennt
{\displaystyle F_{f}\colon \mathbb {C} ^{n}\rightarrow \mathbb {C} ,\,F_{f}(\zeta ):=(2\pi )^{-n/2}\int _{\mathbb {R} ^{n}}f(x)e^{-\mathrm {i} \langle \zeta ,x\rangle }\mathrm {d} x}
die Fourier-Laplace-Transformierte von {\displaystyle f}. Durch Dualisierung kann man diese Begriffsbildung auf Distributionen mit kompaktem Träger ausdehnen. Ist {\displaystyle T} eine temperierte Distribution, so ist durch
{\displaystyle {\hat {T}}(\xi ):=(2\pi )^{-n/2}\,T(x\mapsto e^{-\mathrm {i} \langle \xi ,x\rangle })}
die Fourier-Transformierte definiert. Dazu ist nur zu beachten, dass {\displaystyle x\mapsto e^{-\mathrm {i} \langle \xi ,x\rangle }} eine glatte Funktion ist und dass die Distributionen mit kompaktem Träger genau die stetigen, linearen Funktionale auf dem Raum der glatten Funktionen sind. Obige Formel lässt sich offensichtlich auch für {\displaystyle \zeta \in \mathbb {C} ^{n}} schreiben und man nennt
{\displaystyle F_{T}(\zeta ):=(2\pi )^{-n/2}\,T(x\mapsto e^{-\mathrm {i} \langle \zeta ,x\rangle })}
wieder die Fourier-Laplace-Transformierte von {\displaystyle T}.
Die Fourier-Laplace-Transformierten sind holomorphe Funktionen {\displaystyle \mathbb {C} ^{n}\rightarrow \mathbb {C} } und es stellt sich die Frage, welche holomorphen Funktionen hier als Fourier-Laplace-Transformationen auftreten können. Genau diese Frage beantwortet der Satz von Paley-Wiener.

## Satz von Paley-Wiener für Funktionen
Eine holomorphe Funktion {\displaystyle F\colon \mathbb {C} ^{n}\rightarrow \mathbb {C} } ist genau dann die Fourier-Laplace-Transformierte einer glatten Funktion mit Träger in der Kugel {\displaystyle \{x\in \mathbb {R} ^{n}|\,\|x\|\leq B\}}, wenn es zu jedem {\displaystyle N\in \mathbb {N} } eine reelle Konstante {\displaystyle C_{N}>0} gibt, so dass
{\displaystyle |F(\zeta )|\leq C_{N}(1+\|\zeta \|)^{-N}e^{B\|\mathrm {Im} \zeta \|}}
für alle {\displaystyle \zeta \in \mathbb {C} ^{n}}.
Dabei ist {\displaystyle \mathrm {Im} \zeta } der reelle Vektor der Imaginärteile der Komponenten des Vektors {\displaystyle \zeta }.

## Satz von Paley-Wiener für Distributionen
Eine holomorphe Funktion {\displaystyle F\colon \mathbb {C} ^{n}\rightarrow \mathbb {C} } ist genau dann die Fourier-Laplace-Transformierte einer Distribution mit Träger in der Kugel {\displaystyle \{x\in \mathbb {R} ^{n}|\,\|x\|\leq B\}}, wenn es Konstanten {\displaystyle N\in \mathbb {N} } und {\displaystyle C>0} gibt, so dass
{\displaystyle |F(\zeta )|\leq C(1+\|\zeta \|)^{-N}e^{B\|\mathrm {Im} \zeta \|}}
für alle {\displaystyle \zeta \in \mathbb {C} ^{n}}.

## Bemerkung
Die Bedingung im Satz für Funktionen ist restriktiver als die Bedingung im Satz für Distributionen. Das ist nicht verwunderlich, denn jede glatte Funktionen {\displaystyle f} mit kompaktem Träger definiert mittels
{\displaystyle \textstyle T_{f}(g):=\int _{\mathbb {R} ^{n}}f(x)g(x)\mathrm {d} x}
eine Distribution {\displaystyle T_{f}} mit kompakten Träger, der im Träger von {\displaystyle f} liegt, und für die Fourier-Laplace-Transformationen gilt
{\displaystyle F_{T_{f}}(\zeta )=(2\pi )^{-n/2}\,T_{f}(x\mapsto e^{-\mathrm {i} \langle \zeta ,x\rangle })=(2\pi )^{-n/2}\int _{\mathbb {R} ^{n}}f(x)e^{-\mathrm {i} \langle \zeta ,x\rangle }\mathrm {d} x=F_{f}(\zeta )},
das heißt die Fourier-Laplace-Transformierte einer glatten Funktion mit kompaktem Träger ist auch die Fourier-Laplace-Transformierte der durch sie definierten Distribution mit kompaktem Träger.

## Beispiele
Die Sätze von Paley-Wiener sollen anhand von zwei Beispielen erläutert werden.
Sei zunächst {\displaystyle f(x):=e^{-x^{2}}}. Die Fourier-Laplace-Transformierte ist
{\displaystyle F_{f}(\zeta )={\frac {1}{\sqrt {2}}}e^{-{\frac {1}{4}}\zeta ^{2}}}.
Ist {\displaystyle \zeta =\xi +\mathrm {i} \eta } die Zerlegung in Real- und Imaginärteil, so ist {\displaystyle \zeta ^{2}=\xi ^{2}+2\mathrm {i} \eta \xi -\eta ^{2}}, das heißt {\displaystyle F_{f}} wächst für festen Realteil wie {\displaystyle e^{{\frac {1}{4}}\eta ^{2}}}, jedenfalls schneller als {\displaystyle e^{B|\eta |}=e^{B|\mathrm {Im} \zeta |}} für jede Konstante {\displaystyle B>0}. Dies spiegelt gemäß obiger Sätze die Tatsache wider, dass {\displaystyle f} keinen kompakten Träger hat.
Sei nun {\displaystyle T} die Distribution {\displaystyle \textstyle T(\varphi ):=\int _{[-1,1]}\varphi (x)\mathrm {d} x}. Eine kurze Rechnung zeigt
{\displaystyle F_{T}(\zeta )=(2\pi )^{-1/2}\int _{[-1,1]}e^{-\mathrm {i} x\zeta }\mathrm {d} x=\ldots ={\sqrt {\frac {2}{\pi }}}{\frac {\sin(\zeta )}{\zeta }}},
wobei für {\displaystyle \zeta =0} stetig zu {\displaystyle \textstyle {\sqrt {\frac {2}{\pi }}}} fortgesetzt wird.
Ist {\displaystyle \zeta =\xi +\mathrm {i} \eta } die Zerlegung in Real- und Imaginärteil, so gilt {\displaystyle \sin(\zeta )=\sin(\xi )\cosh(\eta )+\mathrm {i} \cos(\xi )\sinh(\eta )}, das heißt {\displaystyle |{\sin(\zeta )}|} lässt sich gegen {\displaystyle e^{|\eta |}=e^{1\cdot |\mathrm {Im} \zeta |}} abschätzen, denn die hyperbolischen Funktionen erlauben eine solche Abschätzung. Daraus folgt, dass {\displaystyle F_{T}} die Wachstumsbedingung aus dem Satz von Paley-Wiener für Distributionen mit {\displaystyle B=1} erfüllt. In der Tat ist {\displaystyle T} eine Distribution mit dem kompakten Träger {\displaystyle [-1,1]}.
Die holomorphe Funktion {\displaystyle F_{T}} erfüllt aber nicht die Bedingung aus dem Satz von Paley-Wiener für Funktionen, denn gäbe es für {\displaystyle N=2} eine Konstante {\displaystyle C_{N}} wie im Satz, so folgte
{\displaystyle {\sqrt {\frac {2}{\pi }}}{\frac {|{\sin(\zeta )}|}{|\zeta |}}\leq {\frac {C_{2}}{(1+|\zeta |)^{2}}}e^{B|\mathrm {Im} \zeta |}}.
Speziell für reelle {\displaystyle \zeta } ist der Exponentialterm gleich 1 und es folgte
{\displaystyle \textstyle |{\sin(\zeta )}|\leq C_{2}{\sqrt {\frac {\pi }{2}}}{\frac {|\zeta |}{(1+|\zeta |)^{2}}}},
und damit würde die Sinusfunktion für große reelle Argumente gegen 0 gehen, was aber bekanntlich nicht der Fall ist. Zwar kommt die Distribution von der charakteristischen Funktion des Intervalls [-1,1] her, und diese hat auch einen kompakten Träger, aber sie ist nicht glatt.